# Golconda (Magritte)
Golconda (in francese Golconde) è un dipinto di René Magritte, eseguito nel 1953 e conservato nella Menil Collection di Houston. Il nome dell'opera, suggeritagli da Louis Scutenaire, fa riferimento all'omonima città indiana Golconda. Per la presenza di enormi giacimenti di diamanti, questo luogo divenne in passato sinonimo di incredibile ricchezza presso gli europei, per poi essere ridotto in una condizione di totale abbandono.

## Descrizione
Certamente una delle tele più famose del pittore belga, raffigura una serie di uomini sospesi a mezz'aria e vestiti in maniera assolutamente identica (vestito nero, cravatta nera, scarpe nere, ombrello e bombetta). Si differenziano nei volti e nella direzione del loro sguardo, hanno dimensioni diverse in base alla loro distanza dall'osservatore, quelli sullo stesso piano sono perfettamente equidistanti e nel complesso non si sa se stiano cadendo dal cielo o levitando verso l'alto. La composizione si staglia su uno sfondo azzurro quasi bidimensionale, mentre nella parte bassa è possibile vedere delle tipiche case belghe. Queste ci danno un suggerimento sulla posizione dell'osservatore: essendo visibile solamente la sommità delle abitazioni, è possibile che anche chi osserva il dipinto sia sospeso a mezz'aria come i curiosi personaggi, identificandosi addirittura come uno di essi.
In definitiva, la tela genera un senso di positività derivato dalla geometria degli elementi insieme ad una sensazione di angoscia a causa della presenza di una moltitudine di figure indistinguibili, anonime, senza alcun tipo di individualità riconoscibile: qualcuno ha visto in questa rappresentazione una critica all'omologazione, alla standardizzazione, alla meccanicità della routine, mettendo in luce il rapporto tra uomo e lavoro che sopprime le peculiarità di ogni individuo in nome del progresso economico.
Per Magritte un quadro doveva liberarsi dal senso di realtà tipico dell'immaginario borghese, ma fornirne piuttosto una visione critica, mostrando attraverso opere surrealistiche ciò che nessuno era in grado di vedere. Egli non ha mai fornito una interpretazione univoca di Golconda lasciando dunque allo spettatore la libertà di farsene una propria. Magritte spiega nell'articolo Les mots et les images ("Le parole e le immagini"), pubblicato nel dicembre 1929 sul numero 12 della rivista La révolution surréaliste, che «un oggetto non possiede il suo nome al punto che non si possa trovargliene un altro che gli si adatti meglio». 

## Nella cultura di massa
Il fumettista giapponese Hirohiko Araki si è ispirato all'opera di Magritte per disegnare la copertina del ventitreesimo volume di JoJolion.
Il dipinto viene ripreso per la copertina del quarantunesimo volume di Dylan Dog intitolato proprio Golconda!